# Chaîne des Aravis
Pour les articles homonymes, voir Aravis (homonymie).
La chaîne des Aravis est une chaîne de montagnes située dans les Préalpes à cheval entre la Haute-Savoie (versant ouest) et la Savoie (versant est). Son plus haut sommet est la pointe Percée (2 750 m) que se partagent les communes du Grand-Bornand, de Sallanches et du Reposoir. L'extrémité septentrionale du massif est appelée chaîne du Reposoir,.

## Toponymie
Les noms des montagnes font partie des couches les plus anciennes des noms. La plupart du temps ils sont d’origine celte ou indo-européenne. Dans la langue celte, Aravis signifie « aïeux, ancêtres ». C’est un mot composé sur les racines celtes –avo « grands-parents » et Are- « devant ». Soit les montagnes de la chaîne étaient perçues comme l’incarnation des ancêtres, soit la tribu celte qui peuplait les lieux se considérait comme « ceux du grand ancêtre ». La racine -avo se retrouve dans un autre toponyme des Aravis : la Pierre à Voix de Sallanches. C'est un grand bloc rocheux détaché de la masse des Aravis. À l'époque celte, c'était sans doute une pierre « Avo », c'est-à-dire une pierre « ancêtre ». Comme la Pierre Avoi dans le canton du Valais, la Pierre à Voix de Sallanches ressemble à un mégalithe. Or, selon certains archéologues, les mégalithes érigés par les indo-européens commémoraient la mémoire des ancêtres.
La toponymie des Aravis contient des éléments qui indiquent des limites de territoire celte. La pointe des Arbennes se situe vers l’extrémité nord du massif. C’est un toponyme celtique caractéristique des limites de territoire. Au sud du massif, sur la limite entre les communes de Serraval et Manigod, se trouve la Riondaz. C’est un autre toponyme courant sur les limites de pagus. Dans leur territoire, les Gaulois s’orientaient face à l’est (are en celte continental). Le point le plus oriental du massif est la pointe d’Areu.

## Géographie

### Situation
La chaîne des Aravis est située dans le nord des Préalpes françaises, entre Annecy et son lac à une vingtaine de kilomètres à l'ouest, Genève et le Léman à un quarantaine de kilomètres au nord-ouest, Chamonix-Mont-Blanc à une trentaine de kilomètres à l'est et Albertville à une vingtaine de kilomètres au sud.
Elle s'étend sur 35 kilomètres de Cluses au nord à Ugine au sud pour une largeur maximale d'une vingtaine de kilomètres entre Thônes à l'ouest et Megève à l'est. Elle est bordée à l'ouest par la vallée du Reposoir (Foron du Reposoir et Petit Foron), le col des Annes, la vallée du Bouchet (Nom), le col de Saint-Jean-de-Sixt, la dépression de Thônes (Borne et Fier) et les vallées du ruisseau de Champfroid et de la Chaise de part et d'autre du col du Marais qui les séparent du massif des Bornes, au nord et au nord-est par la vallée de l'Arve qui la sépare du massif du Giffre, au sud-est par le col de Megève, le val d'Arly et les gorges de l'Arly qui les séparent du massif du Beaufortain et au sud par la vallée de la Chaise dans la trouée d'Annecy qui la sépare du massif des Bauges.
Elle est constituée d'une chaîne centrale orientée nord-est-sud-ouest, essentiellement calcaire et marno-calcaire et qui comporte les plus hauts sommets avoisinant les 2 500 mètres d'altitude dont le point culminant, la pointe Percée avec 2 750 mètres d'altitude, bordée de part et d'autre de contreforts moins élevés dépassant à peine les 2 000 mètres d'altitude et au relief plus doux, essentiellement marneux et domaine des alpages, qui sont du nord au sud la tête du Danay, le plateau de Beauregard, la tête de Cabeau et la montagne de Sulens d'une part à l'ouest et le Croisse Baulet, le Christomet, la tête du Torraz, la Croix Cartier, le Treu et le Praz Vechin d'autre part à l'est.

### Sommets

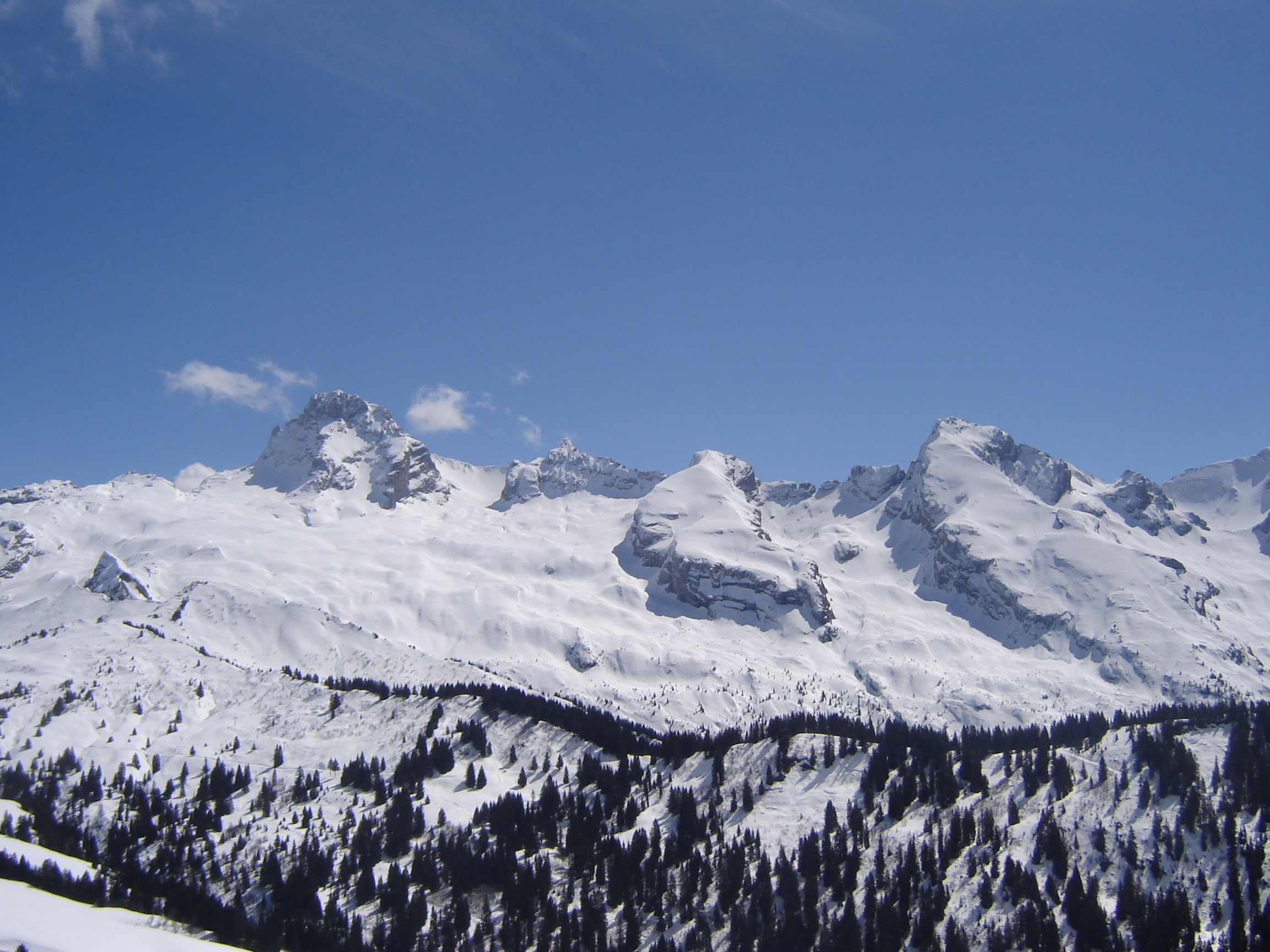
Chaîne des Aravis et son point culminant : Pointe Percée (2750 m)

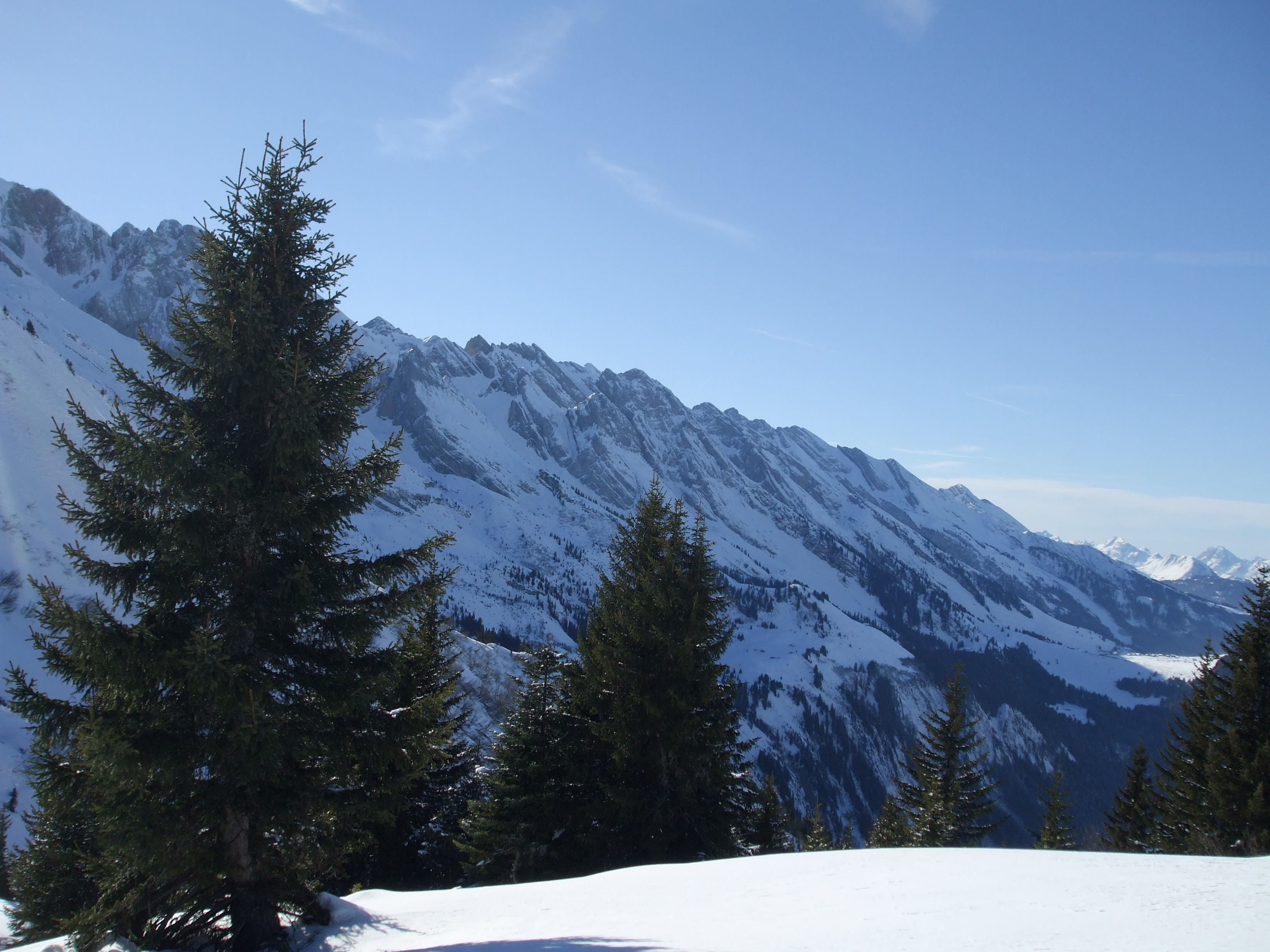
Vue depuis la commune du Grand-Bornand

Voici une liste des principaux sommets et leurs antécimes de la chaîne principale, du nord au sud :
- chaîne du Reposoir
  - la pointe de Nancy, 1 191 m
  - la tête de la Sallaz, 2 026 m
  - la tête des Muets, 2 075 m
    - la tête de Brion, 1 874 m

  - la pointe du Château, 2 104 m
  - la tête du Château, 2 288 m
- la pointe d'Areu, 2 478 m
  - les tours d'Areu, 2 097 m
- la tête de la Forclaz, 2 434 m
- les pointes Longues, 2 451 m
- la pointe de Bella Cha, 2 511 m
- la pointe Percée, 2 750 m, point culminant de la chaîne
- la pointe des Verts, 2 555 m
- la pointe de Chombas, 2 468 m
- le mont Charvet, 2 538 m
  - la Petite Miaz, 2 359 m
- le mont Fleuri, 2 511 m
  - la Mamule, 2 404 m
- le Tardevant, 2 501 m
  - l'Ambrevetta, 2 463 m
  - les aiguilles Noires, 2 232 m
- la tête de Paccaly, 2 467 m
  - les rochers de la Salla, 2 217 m
- la roche Perfia, 2 499 m
  - la Paré de Joux, 2 243 m
- la tête Pelouse, 2 537 m
  - le mont Rachais, 2 311 m
  - la Grande Torche, 2 503 m
- la Roualle, 2 589 m
- la Grande Balmaz, 2 616 m
  - la Grande Torchère, 2 521 m
  - la Petite Torchère
- la pointe des Verres, 2 532 m
- les Parrossaz, 2 556 m
- l'aiguille de Borderan, 2 492 m
  - l'aiguille des Calvaires ou aiguille Verte, 2 322 m
  - le crêt du Loup, 1 864 m
  - la pointe des Aravis, 2 325 m

La chaîne est ici coupée par le col des Aravis (1 486 m) qui relie La Clusaz à Flumet dans le val d'Arly.
- la pointe de Merdassier, 2 313 m
- les pointes de la Blonnière, 2 369 m
- l'Étale, 2 483 m
- les Trois Aiguilles ou pointe de Mandallaz, 2 277 m

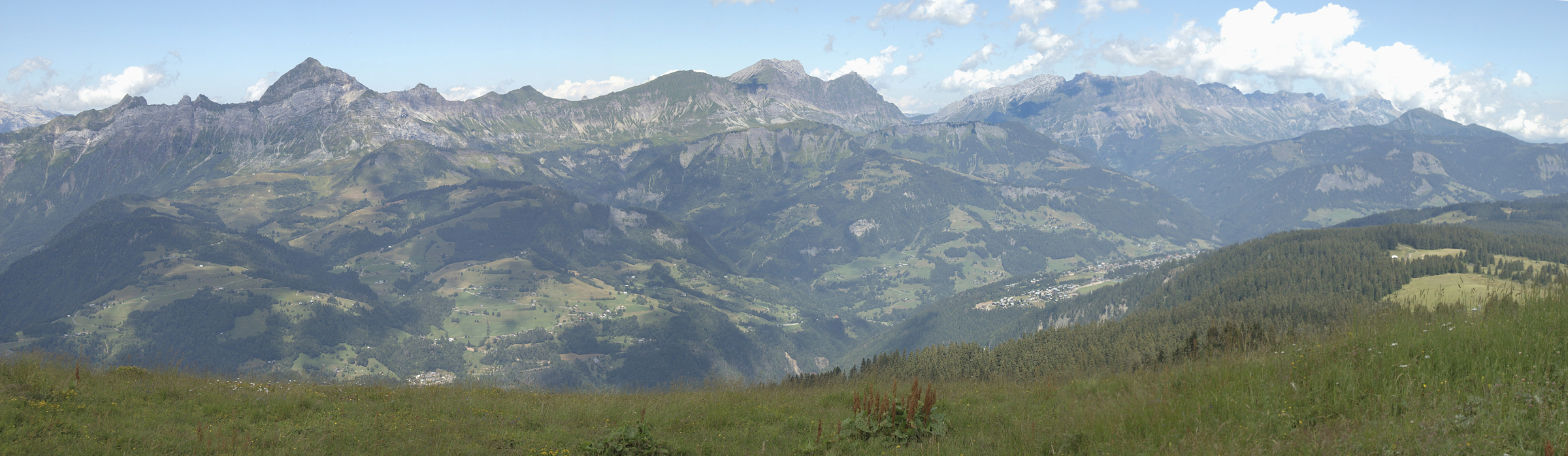
Versant oriental du massif, depuis le plateau des Saisies en Savoie, du sud avec le mont Charvin (à gauche) au nord avec la pointe Percée dans les nuages (à droite), en passant par le col des Aravis (au centre).

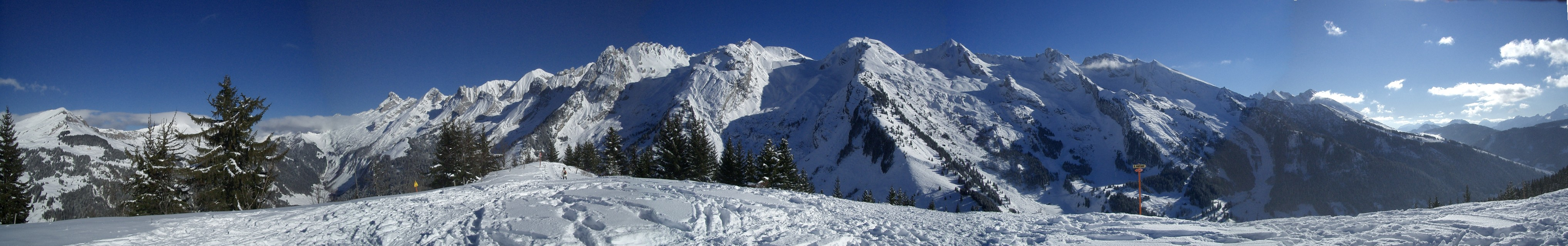
Versant occidental du massif, du nord avec une partie du massif des Bornes et la pointe Percée jusqu'à l'Étale.

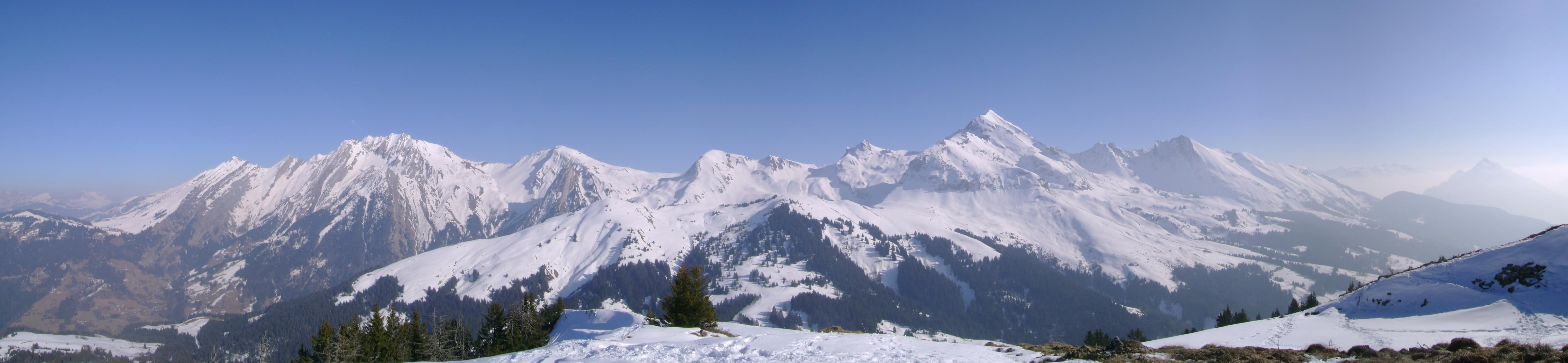
Reste du versant occidental du massif, au sud du col des Aravis (de gauche à droite) : la pointe de Merdassier, l'Étale, les Trois Aiguilles, la tête de l'Aulp et la Rouelle, la Goenne, le mont Charvin, les aiguilles du Mont et l'aiguille du Bouchet ; tout à droite dans les nuages, la dent de Cons.

  - l'aiguille de Manigod, 2 024 m
- la tête de l'Aulp, 2 129 m
  - la Rouelle, 2 082 m
- la Goenne, 2 174 m
- le mont Charvin, 2 409 m
  - la Tulle, 2 014 m
  - la Riondaz, 1 746 m
  - Orsière, 1 750 m
- les aiguilles du Mont, 2 133 m

### Principaux cols
- Col de Romme, 1 297 m
- Col de la Colombière, 1 607 m
- Col des Annes, 1 721 m
- Col des Confins, 1 425 m
- Col des Aravis, 1 486 m
- Col de la Croix Fry, 1 467 m
- Col de Merdassier, 1 500 m
- Col du Marais, 843 m
- Col de l'Arpettaz, 1 581 m
- Col de l'Épine, 947 m

### Principales vallées
- Vallée de l'Arve
- Vallée du Foron du Reposoir
- Vallée du Bouchet
- Val du Nom
- Vallée et gorges de l'Arrondine
- Val d'Arly
- Gorges de l'Arly
- Vallée de Manigod
- Vallée de la Chaise

### Communes
- Nancy-sur-Cluses, 460 habitants, station de ski
- Le Reposoir, 500 habitants, station de ski
- Le Grand-Bornand, 2 100 habitants, station de ski
- Sallanches, 16 500 habitants
- Cordon, 980 habitants, station de ski
- Combloux, 2 100 habitants, station de ski
- Saint-Jean-de-Sixt, 1 500 habitants, station de ski
- La Clusaz, 1 700 habitants, station de ski
- Les Villards-sur-Thônes, 1 100 habitants
- Thônes, 6 600 habitants, la « capitale des Aravis »
- Megève, 3 040 habitants, station de ski
- La Giettaz, 400 habitants, station de ski
- Praz-sur-Arly, 1 240 habitants, station de ski
- Flumet, 810 habitants, station de ski
- Manigod, 1 000 habitants, station de ski
- Les Clefs, 700 habitants
- Serraval, 700 habitants
- Le Bouchet-Mont-Charvin, 200 habitants
- Saint-Nicolas-la-Chapelle, 460 habitants
- Ugine, 7 080 habitants

### Géologie
Comme tous les massifs des Préalpes, la chaîne des Aravis est constituée principalement de calcaire (et ses dérivés).

### Climat
Les Aravis sont un massif particulièrement arrosé, mais les anciens redoutaient particulièrement les années très pluvieuses et froides qui étaient des années de faibles récoltes et potentiellement de famines comme en 1812.
Dès 1881, la vallée de Thônes accueille une des 172 stations météorologiques recensées dans les Alpes :
- entre 1881 et 1910, la vallée connaît des précipitations annuelles moyennes de 1 556 mm, la classant deuxième après celle de Flumet avec 1 642 mm ;
- entre 1932 et 1992, les précipitations annuelles moyennes sont de 1 743 mm ;
- entre 1992 et 2002, les précipitations annuelles moyennes sont de 1 844 mm.

Les années de sécheresse — relative — les plus mémorables sont les années 1782, 1800, 1802, 1816, 1818, 1832, 1859, 1870, 1893, 1904, 1906, 1921, 1949, 1962, 1976, 1983, 1984, 1994 et 2003.
Parmi les années les plus froides : janvier 1905 (−22,2 °C), février 1956, janvier 1963 (−21,0 °C), janvier 1985 (−21,2 °C), février 2012 (−18,0 °C).

## Histoire
Au Moyen Âge, le seigneur des Clefs régnait sur une grande partie des Aravis. Son vaste domaine s'étendait du Reposoir jusqu'à la rive droite du lac d'Annecy.
En 1851, la vallée de Thônes est frappée d'une importante épidémie de variole (petite vérole).
En 1911, la 9e édition du Tour de France cycliste pénètre pour la première fois dans le massif en arrivant par la Giettaz, passant la col des Aravis et descendant la vallée de Thônes.
Le Régie d’électricité de Thônes est créée à la fin des années 1920 par 13 communes des Aravis pour amener l'électrification de la vallée de Thônes et de la Giettaz. Depuis 1931, la régie fournit et distribue l'électricité.
Le 11 décembre 1932, création du Syndicat des expéditeurs de véritables reblochons.
En 1971, la « Coopérative des producteurs de reblochon fermier » est créée à Thônes. Une fête se tient à La Clusaz début août depuis 1962.
En 1991, le festival international « Au Bonheur des Mômes » est créé au Grand-Bornand.
En 2006, la chaîne des Aravis est classée « site Natura 2000 » ce qui garantit son environnement et sa biodiversité. Le 11 février 2011, le président Nicolas Sarkozy, en déplacement à La Clusaz, à l'occasion d'une table ronde organisée sur l'économie de montagne annonce le classement de la chaîne des Aravis en réserve naturelle, ce qui divise les maires concernés.

## Activités
La chaîne des Aravis est souvent étroitement associée au massif des Bornes, qu'on appelle alors massif des Bornes-Aravis. Mais on rencontre également l'appellation raccourcie « massif des Aravis » pour l'ensemble du massif, peut-être un effet du marketing touristique.

### Sport estival
- Ascension de la Pointe Percée[8]
- Escalade sur la Pointe Percée (Paroi de Gramusset)[9]
- Aravis Trail, course de montagne
- Randonnée cycliste « Le Reblochon »
- Le Bélier, trail[10]

### Stations de sports d'hiver

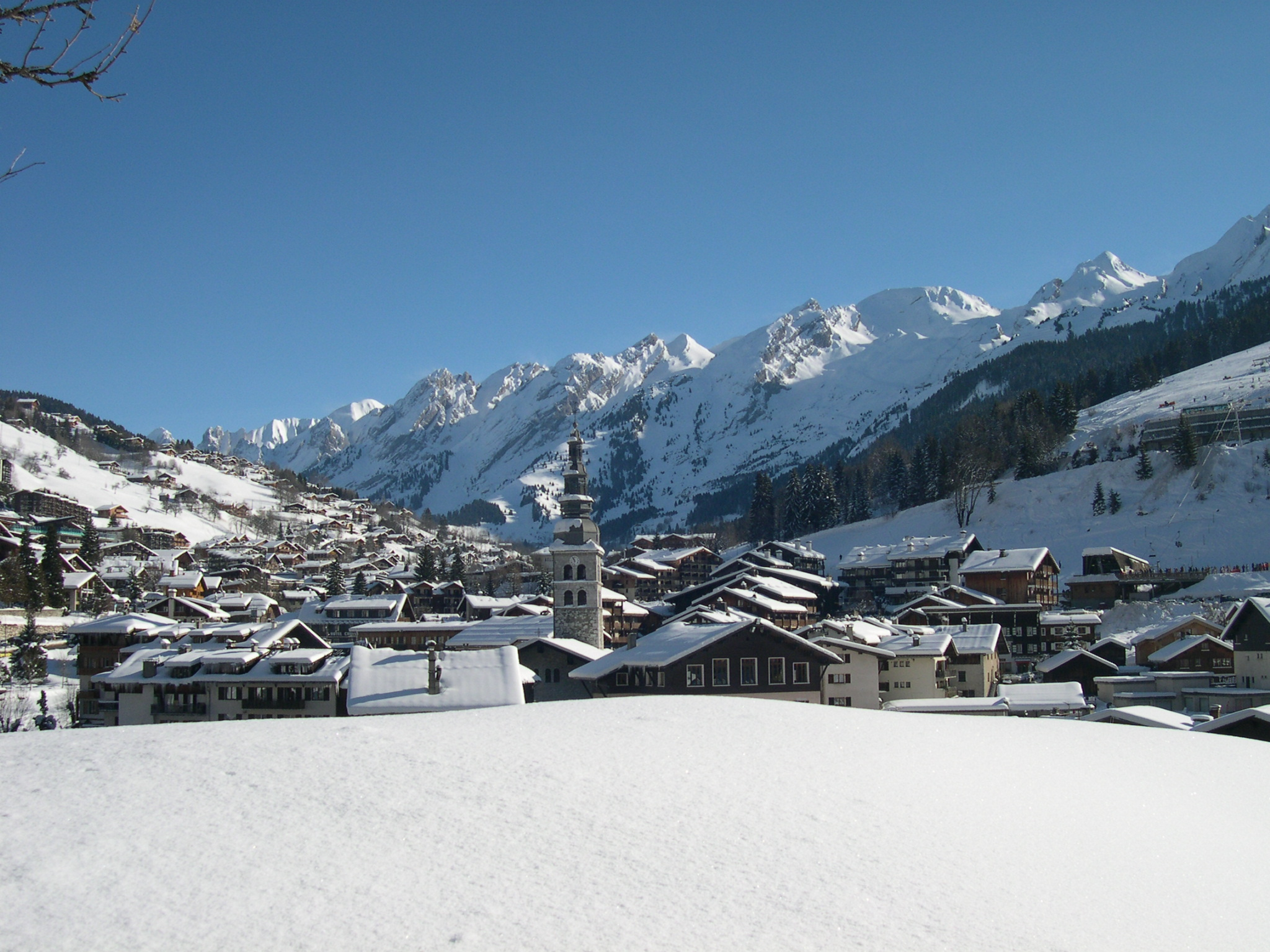
Chaîne des Aravis, en hiver, vue du village de la Clusaz

En 2011 est créée la marque « Lake Annecy Ski resorts » regroupant les quatre stations suivantes qui offraient 64 300 lits touristiques, 3 214 meublés, 41 hôtels, 128 restaurants, 24 bars, 3 discothèques 61 magasins de sports, 82 remontées mécaniques, 3 snowparks, etc. :
- La Clusaz
- Le Grand-Bornand
- Manigod (Merdassier, La Croix Fry)
- Saint-Jean-de-Sixt

Autres stations :
- La Giettaz
- Combloux
- Cordon
- Megève

Le « Master des Neiges » est une compétition de raquette à neige (finale de la coupe d'Europe), mi-mars à Thônes/Manigod au plateau de Beauregard.

### Lieux et monuments

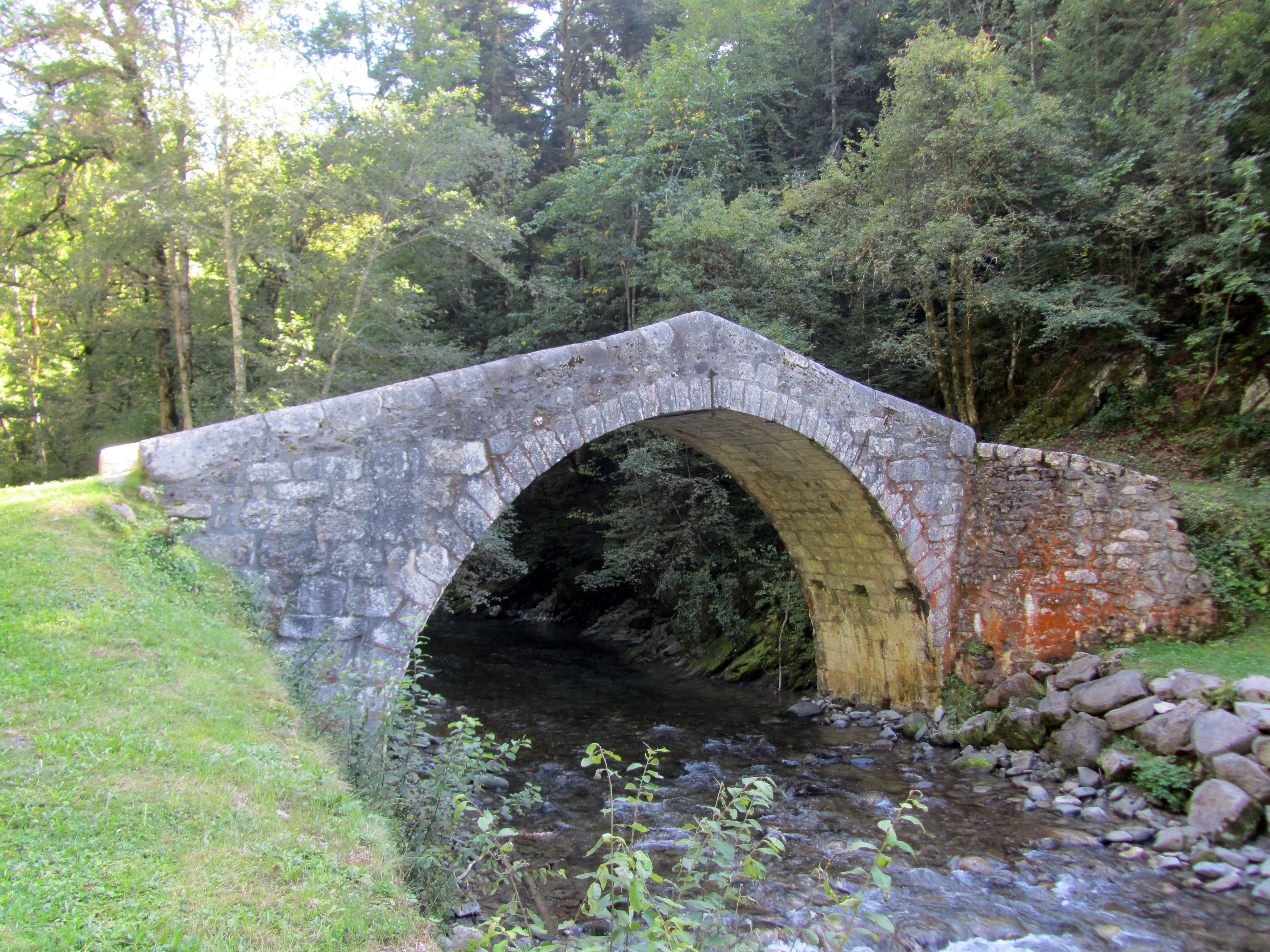
Pont romain

- Maison de la pomme et du Biscantin (cidre local) à Serraval.
- Le pont romain situé sur la commune Les Clefs est inscrit au titre des monuments historiques par arrêté du 29 août 1947.
- La chapelle Sainte-Anne du col des Aravis construite au col en 1624.
- Le plateau de Beauregard, partagé entre 4 communes, offre un panorama sur la chaîne des Aravis et sur le massif du Mont-Blanc. Il dispose d'une flore particulièrement riche grâce à ses nombreuses tourbières. Son territoire présente un fort magnétisme et la foudre frappe souvent lors des orages. Il existe sur le plateau deux vestiges très anciens, le menhir de la Croix-Fry et le mur de Colomban.
- La scierie du Pont de la Scie à La Clusaz, écomusée du Bois et de la forêt.
- Le four des Murailles à Manigod.
- La maison du patrimoine du Grand-Bornand, la maison du patrimoine de Manigod, la galerie des amis du Val-de-Thônes.
- À Saint-Jean-de-Sixt, en contrebas de la route de La Clusaz, exista longtemps une carrière de meules en pierre pour les moulins dont la production fut à son apogée au XVIIIe siècle.
- Il existe plusieurs ouvrages militaires dont le blockhaus bétonné du défilé de Dingy et celui de Morette.
- La cascade de la Belle Inconnue dans un vallon boisé près de Morette.
- La pierre de Tardevant aux Confins qui marque la frontière des pâturages entre La Clusaz et le Grand-Bornand, trace indélébile de l'accord de 1755 entre les deux communes.

### Protection environnementale
La chaîne des Aravis est une zone naturelle d'intérêt écologique, faunistique et floristique, classée sur une surface de 8 034  hectares. C'est un site de nidification de l'Aigle royal et du Gypaète barbu. Les forêts des Aravis sont constitueés en moyenne par 70 % de conifères.

## Dans la culture
Films
- La Jeune Fille et les Loups de Gilles Legrand, un film inspiré de La Mort du loup d'Alfred de Vigny et tourné dans la chaîne des Aravis. Au sortir de la Grande Guerre, une jeune fille désireuse de devenir la première femme vétérinaire est amenée à s'opposer à l'éradication planifiée de la dernière meute de loups en France qui ignorant les frontières réapparaîtront naturellement en provenance d'Italie.

Légende
Une légende locale raconte que Gargantua, contrarié dans son franchissement des Alpes, donna un grand coup de pied dans la chaîne des Aravis, un morceau s'en détachant — créant le col des Aravis — et alla retomber dans le massif du Beaufortain — donnant la Pierra Menta.